# NGC 4768
NGC 4768 – gwiazda znajdująca się w gwiazdozbiorze Panny. Jej jasność obserwowana wynosi około 14m. Skatalogował ją Wilhelm Tempel w marcu 1882 roku jako obiekt typu „mgławicowego”.